# حرکت انتقالی زمین

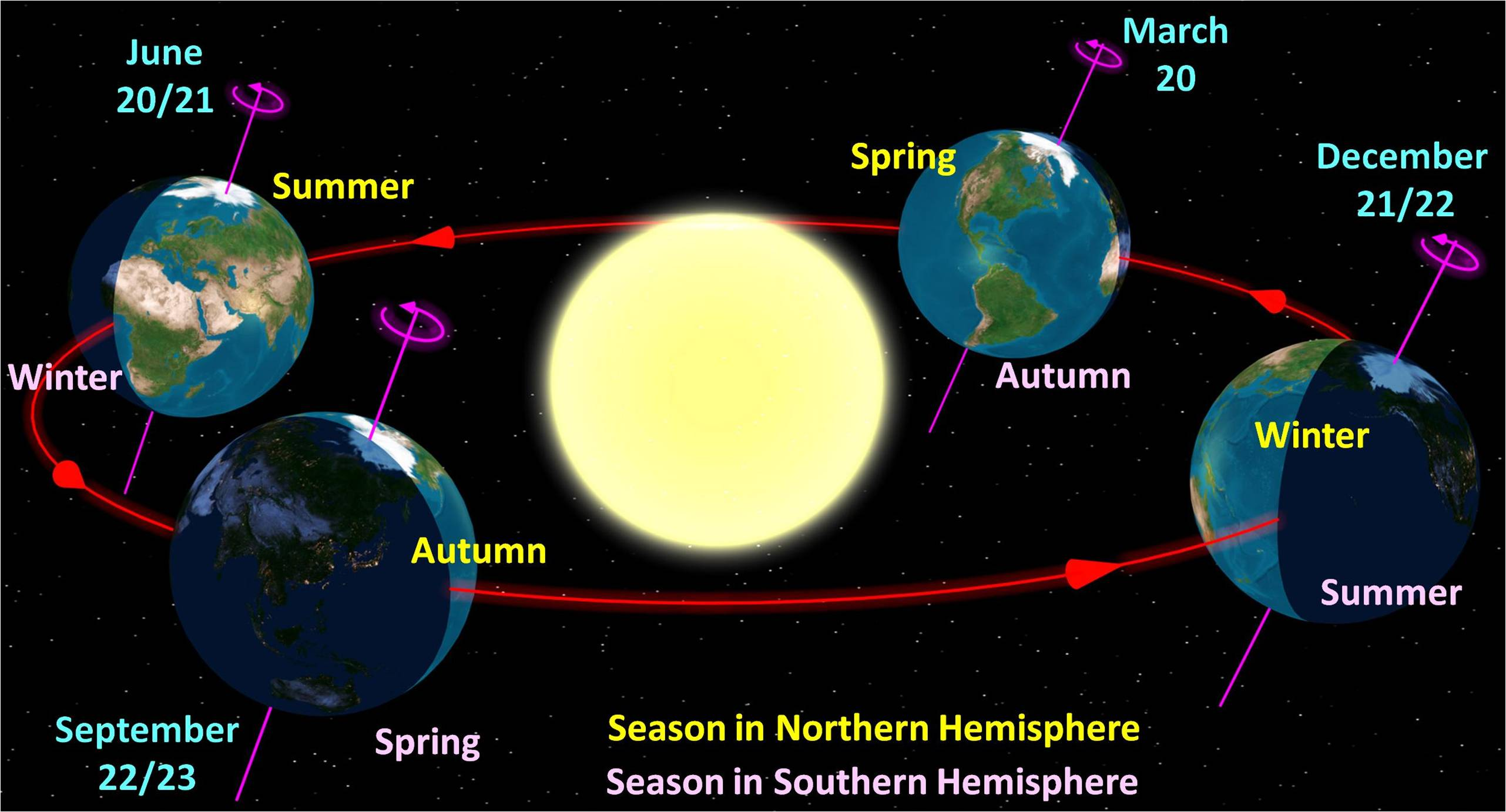
تصویری از گردش زمین به دور خورشید

گردش زمین یا حرکت انتقالی زمین یا گردش زمین به دور خورشید، به حرکت پادساعتگرد زمین به دور خورشید را (مدار بیضی‌شکل که خورشید در یکی از کانون‌های آن واقع است) گویند و آن مسیر را مدار زمین می‌گویند. به گفته دانشمندان، نیروی گرانش خورشید، زمین را جذب می‌کند اما به دلیل نیروی گریز از مرکز زمین، نیرویی در خلاف جهت گرانش خورشید ایجاد می‌شود که باعث تعادل در مدار زمین می‌گردد.
حرکت روزانۀ خورشید در آسمان و جابه‌جایی تدریجی ظاهری آن؛ در طی یک سال یک دور از دیدگاه زمینی، تنها در اثر حرکت‌های وضعی و انتقالی زمین است. این مدار ظاهری خورشید دائرة البروج نامیده می‌شود. نواری به عرض ۸ درجه در هر سوی دائرةالبروج را منطقةالبروج می‌خوانند. ۱۲ صورت فلکی بر این نوار قرار دارند که خورشید در حرکت ظاهریش هر سال یکبار از آن‌ها می‌گذرد.
زمین به دور خورشید در خلاف جهت حرکت عقربه‌های ساعت می‌گردد (مدار بیضی شکل که خورشید در یکی از کانونهای آن واقع است). در این خصوص ما حرکت واقعی را نمی‌بینیم بلکه حرکت ظاهری خورشید را می‌بینیم که به نظر می‌رسد در یک سال یک بار به دور زمین می‌گردد. این مدار ظاهری خورشید دایرة البروج نامیده می‌شود. نواری به عرض ۸ درجه در هر سوی دایرة البروج را منطقه‌البروج می‌خوانند. ۱۲ صورت برجسته فکلی بر این نوار قرار دارند که خورشید در حرکت ظاهریش هر سال یکبار از آنها می‌گذرد. این صورت‌ها عبارتند از: حمل، ثور، جوزا، سرطان، اسد، سنبله، میزان، عقرب، قوس، جدی، دلو و حوت.

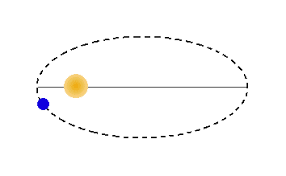
مدار حرکت انتقالی زمین

فاصلهٔ متوسط میان زمین و خورشید ۱۴۹٫۶۰ میلیون کیلومتر (۹۲٬۹۶۰٬۰۰۰ مایل) است، و طی یک مدار کامل در هر ۳۶۵٫۲۵۶ روز رخ می‌دهد (۱ سال نجومی)، که برای پیمودن آن زمین ۹۴۰ میلیون کیلومتر (۵۸۴ میلیون مایل) سفر کرده است. مدار زمین دارای یک خروج از مرکز مداری ۰٫۰۱۶۷ است. حرکت مداری زمین یک جنبش ظاهری خورشید نسبت به ستارگان دیگر را در نرخی نزدیک به ۱ درجه در روز (یا با قطر خورشید یا ماه هر ۱۲ ساعت) به سمت شرق نشان می‌دهد که از زمین دیده می‌شود.

## آینده
ریاضیدانان و ستاره شناسان (مانند لاپلاس، لاگرانژ، گاوس، پوانکاره، کولموگروف، ولادیمیر آرنولد، و یورگن موزر) به دنبال شواهدی برای پایداری حرکت سیاره‌ها بوده‌اند و این جستجو منجر به بسیاری از پیشرفت‌های ریاضی و چندین «اثبات» متوالی برای ثبات منظومه شمسی شد. طبق اکثر پیش‌بینی‌ها، مدار زمین در دوره‌های طولانی نسبتاً پایدار خواهد بود.
در سال ۱۹۸۹، ژاک لاسکار نشان داد که مدار زمین (و همچنین مدار تمام سیارات درونی) می‌تواند آشفته شود و یک خطای کوچک به اندازه ۱۵ متر در اندازه‌گیری موقعیت اولیه زمین امروز، پیش‌بینی مکان را غیرممکن می‌کند و زمین در مدت کمی بیش از ۱۰۰ میلیون سال در مدار خود قرار خواهد گرفت. مدل‌سازی منظومه شمسی موضوعی است که توسط مسئله (n) جسم پوشش داده شده است.

## پیوند با گاهشمار
در گاه‌شماری‌های خورشیدی (solar calendar)، مبنای تقویم، گردش سیاره زمین به دور خورشید (حرکت انتقالی زمین) است. تقویم هجری شمسی و تقویم میلادی بین‌المللی از جمله گاه‌شماری‌های خورشیدی هستند.
یک دور گردش کامل زمین به دور خورشید تقریباً ۳۶۵ روز و ۶ ساعت طول می‌کشد که مبنای ۳۶۵ روز سال در تقویم است، همچنین برای جبران کسری ۶ ساعت آخر سال هر ۴ سال یکبار یک روز به آخرین ماه سال اضافه می‌کنند و به سال ۳۶۶ روزه سال کبیسه می‌گویند.
مدت زمان دقیق گردش زمین به دور خورشید ۳۶۵ روز و ۶ ساعت و تقریباً ۹ دقیقه است که به آن سال نجومی (sidereal year) می‌گویند و زمین در این مدت دوره مداری (orbital period) خود را تکمیل می‌کند. دورهٔ مِداری مقدار زمانی است که یک جرم نجومی معین طول می‌کشد تا یک مدار به دور جسم دیگر را کامل کند.
باید توجه داشت که سال نجومی (sidereal year) با سال خورشیدی (tropical year) متفاوت است و حدود ۲۰ دقیقه از سال خورشیدی بلندتر است. سال نجومی بر مبنای تکمیل گردش زمین در مدارش به دور خورشید محاسبه می‌شود در حالی که مبنای محاسبه سال خورشیدی مدت زمانی است که طول می‌کشد تا خورشید به همان موقعیت خودش در آسمان یک جرم از منظومه شمسی (مانند زمین) برگردد و یک چرخه کامل از فصول را تکمیل کند. به عنوان مثال از اعتدال بهاری تا اعتدال بهاری یا از انقلاب زمستانی تا انقلاب زمستانی سال بعد
تقویم‌های خورشیدی گرمسیری (tropical solar calendar) از این نوع سال (سال خورشیدی) استفاده می‌کنند. سال خورشیدی با نام‌های (سال اعتدالی) یا (سال گرمسیری) نیز شناخته می‌شود. میانگین سال گرمسیری در تعریف مدرن ۳۶۵ روز و ۵ ساعت و ۴۸ دقیقه و ۴۵ ثانیه است که ۱۱ دقیقه و ۱۵ ثانیه از مبنای تقویم (سال ۳۶۵ روز و ۶ ساعت) کمتر است.
برای جبران این کسری در بازه‌های زمانی طولانی مدت (هر ۳۲ سال یکبار) کبیسه گیری را پنج ساله انجام می‌دهند. کسری ۱۱ دقیقه و ۱۵ ثانیه هر سال نسبت به تقویم معادل ۶۷۵ ثانیه است. این مقدار در طی ۳۲ سال متوالی به ۲۱٬۶۰۰ ثانیه کسری می‌رسد که معادل با ۳۶۰ دقیقه یا ۶ ساعت کسری است. بنابر این با یکسال به تأخیر انداختن کبیسه‌گیری در هر ۳۲ سال یکبار (کبیسه پنج ساله) این کسری جبران می‌شود.

## حرکت ظاهری خورشید

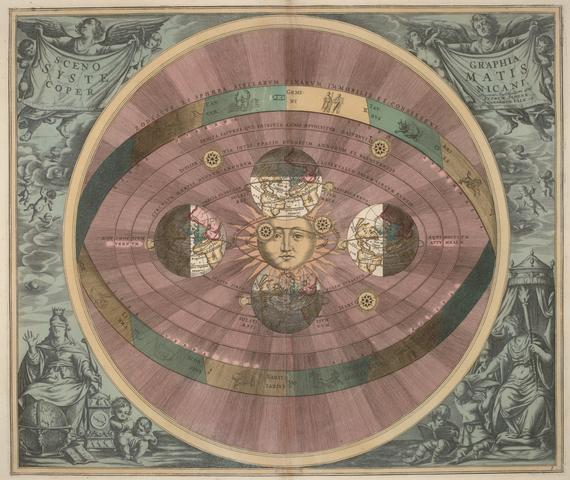
طراحی آندریاس سلاریوس از منظومهٔ کوپرنیکی، از کتاب «هارمونیا ماکروکاسمیکا» (۱۶۶۰)

حرکت ظاهری خورشید به سوی شرق به مقدار تقریباً یک درجه در روز در امتداد سطح موازی نتیجه‌ای از حرکت زمین است ولی دلیلی بر آن نیست. حرکت ظاهری خورشید را می‌توان با نظریه زمین مرکزی که بوسیله بطلمیوس عنوان گردید تفسیر کرد. طبق این نظریه که چندین قرن مورد قبول عامه بود زمین ساکن فرض گردیده و خورشید به دور آن می‌گردد. در ابتدای قرن ۱۶ نیکلاس کوپرنیک نظریه خود را ارائه داد. طبق این نظریه خورشید مرکز منظومه شمسی است و تمام سیاره‌ها در مدار دایره‌ای حول آن در چرخش‌اند. یکی از نتایج نظریه کوپرنیکی یا خورشید مرکزی این است که ستاره‌های نزدیکتر وقتی که از زمین در حال چرخش، مشاهده می‌شوند یک جابجایی پارلاکس نشان می‌دهند. از حرکت ظاهری خورشید برای تعریف سال استفاده می‌شود.

## شرط بقای اندازۀ حرکت زاویه‌ای
دیدیم که بردار گشتاور نیرو به صورت مشتق زمانی بردار اندازه حرکت زاویه‌ای است. این رابطه شبیه رابطه ای است که برای قانون دوم نیوتن نوشتیم. در آنجا نیرو کمّیتی است که باعث حرکت انتقالی ذره می‌شود، لذا نیرو با مشتق زمانی اندازه حرکت خطی برابر است. در اینجا نیز گشتاور نیرو سبب دوران ذره می‌شود و لذا به صورت مشتق زمانی اندازه حرکت زاویه‌ای تعریف می‌شود.
حال اگر اندازه حرکت زاویه‌ای ذره مقدار ثابتی باشد، در این صورت مشتق زمانی آن صفر خواهد شد و لذا گشتاور نیرو یا به عبارت بهتر برآیند کل گشتاور نیروی وارد بر ذره صفر خواهد بود. در این صورت بردار اندازه حرکت زاویه‌ای بقا خواهد داشت.
ملاحظه کردیم که برای پایسته بودن بردار اندازه حرکت زاویه‌ای باید گشتاور نیروی کل برآیند وارد بر ذره صفر باشد (جمع بردارها). از طرف دیگر، بردار گشتاور نیرو را به صورت حاصل‌ضرب برداری بردار مکان ذره در نیروی وارد بر آن تعریف نمودیم؛ لذا با توجه به تعریف حاصل‌ضرب برداری، شرط این که گشتاور نیرو یا حاصل‌ضرب برداری نیرو در بردار مکان صفر باشد، این است که نیرو در امتداد بردار مکان ذره یا به صورت موازی با آن اعمال شود.

## تفسیر شرط بقای اندازۀ حرکت زاویه‌ای در گردش زمین

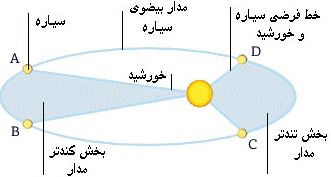
شرط بقا

در حرکت انتقالی زمین که مدار چرخش زمین به دور خورشید دایره نیست و به شکل بیضی می‌باشد یک قانون قابل توجیه است که بقای آن را توجیه می‌کند و آن این است که در مسیر حرکت انتقالی زمین در بعضی قسمت‌ها سرعت خطی حرکت زمین بیشتر و در بعضی قسمت‌های دیگر از مسیر سرعت خطی کمتر می‌باشد در واقع جایی که فاصله از خورشید بیشتر است سرعت خطی کمتر و در جایی که فاصله از خورشید کمتر است سرعت خطی بیشتر است، در معنای کلی باید بگوییم دلیل بقای تکانه زاویه ای در حرکت انتقالی زمین فقط به این دلیل است که حاصلضرب فاصله از خورشید (یکی از کانون‌های مسیر بیضی شکل) در سرعت خطی حرکت زمین در این مسیر مقدار ثابتی است.
{\displaystyle V_{a}\times r_{a}=V_{c}\times r_{c}}